# Mary-Lou van Stenis
Mary-Lou van Stenis (Vlaardingen, 13 september 1963), ook bekend als Mary-Lou van Steenis, is een Nederlands actrice, die bekend is van rollen in televisieseries als Spijkerhoek, Vrienden voor het leven, Goede tijden, slechte tijden, Dokter Tinus en Bureau Kruislaan.

## Levensloop
Van Stenis volgde het vwo aan het Groen van Prinsterer College in Vlaardingen. Na de middelbare school ging Van Stenis naar de Toneelacademie in Maastricht, waar ze in 1988 afstudeerde. Na haar afstuderen werd haar meteen de rol van Patty Starrenburg in Spijkerhoek toegezegd. Met deze rol brak Van Stenis door bij het grote publiek. Nadat de serie na twee seizoenen verhuisde naar het commerciële RTL 4 besloot ze er in het vijfde seizoen een punt achter te zetten. Voor RTL speelde Van Stenis sinds 1990 de rol van Ellen Veenstra-van den Berg in de succesvolle komedie Vrienden voor het leven. Na het laatste seizoen in 1993 zou de serie nog vele malen worden herhaald.
In 1995 speelde ze de rol van Anna Geerigs in het tweede seizoen van de VARA-politieserie Bureau Kruislaan. Na 1995 werd het rustig rondom Van Stenis. Op enkele gastrollen na in onder andere SamSam en M'n dochter en ik zou het nog tot 2000 duren voordat ze een hoofdrol kreeg in de komedie Verkeerd verbonden. De komedie werd echter geen succes en eindigde in 2002 na twee seizoen. Niet veel later zou de ziekenhuisserie Trauma 24/7, waarin Van Stenis de rol van Irma van der Weijden speelde, ook stopgezet worden.
Na jaren van afwezigheid op de Nederlandse televisie deed Van Stenis in 2006 mee aan het programma Wie is de Mol?. Daarna speelde Van Stenis gastrollen in Keyzer & De Boer Advocaten (KRO/NCRV) en Spoorloos verdwenen (AVRO). Tussen 2008 en 2010 speelde ze samen met Victor Löw een rol in de komedie We gaan nog niet naar huis, over een man die een bed and breakfast gaat opzetten op Texel.
In 2011 speelde ze in Goede tijden, slechte tijden. Tussen april en oktober 2011 was ze dagelijks te zien als Tanya Dupont. Tussen februari en mei 2012 speelde ze in de theatervoorstelling Mama!, een komedie over het moederschap. Begin juli 2016 was zij te zien in de videoclip van Op de schoorsteen staat een foto, een herontdekt liedje van André Hazes, dat ter gelegenheid van de 65ste verjaardag van de zanger postuum uitgebracht werd.
Inmiddels is zij gestopt met acteren en zingen. Tegenwoordig  is zij taaldocent bij Regionaal Opleidingencentrum Mondriaan.

## Filmografie

### Televisie
Hoofdrollen
- Spijkerhoek - Patty Starrenburg (1989-1991)
- Vrienden voor het leven - Ellen Veenstra-van den Berg (1991-1994)
- Bureau Kruislaan - Anna Geerigs (1995)
- Verkeerd verbonden - Inge van Dungen-de Swaan (2000-2002)
- Trauma 24/7 - Irma van der Weijden (2002)
- Biobits (2007)
- We gaan nog niet naar huis - Laura (2008-2010)

Gastrollen
- M'n dochter en ik - Heleen (afl. "Chris gaat naar Parijs", 1995)
- Zeeuws meisje - Sexbom (afl. "De miss Holland verkiezing", 1998)
- SamSam - Lianne (afl. "The German Connection", 1998)
- EastEnders - Dame in de terreinwagen (afl. 1833, 2000)
- Sinterklaasjournaal - Juf van de Pietendiploma's (2007)
- Keyzer & De Boer Advocaten - Hilde de Vries (afl. "Buitenspel", 2008)
- Spoorloos verdwenen - Sonja van Moersel (afl. "De verdwenen droomprins", 2008)
- Verborgen verhalen - Moeder (afl. "Beat It", 2010)
- Goede tijden, slechte tijden - Tanya Dupont (2011)
- Flikken Maastricht - arts (2013)
- Moordvrouw - Daniëlle van Olst (2014)
- Dokter Tinus - Dr. Edith van Zuylen (2014)
- Celblok H - Arts (2017)
- Flikken Maastricht - Gerda de Rooij (2022)

Deelname
- Wie is de Mol? (2006)
- De Slimste Mens (2006)
- Laat ze maar lachen (2009)

### Theater
- Puzzels (1992-1993)
- Bedgeheimen (2009-2010)
- Mama! (2012) - Charlotte

### Film
- Ziek (1988)
- Kunst en Vliegwerk (1989) - hotelreceptioniste
- De Vriendschap (2001) - Nelly
- Dennis P. (2007) - Els
- Fataal (2016) - Rechter
- De Inspirator (2018) - Echtgenote
- The Fragmented Whole (2023) - Sarah